# Thermoscoop

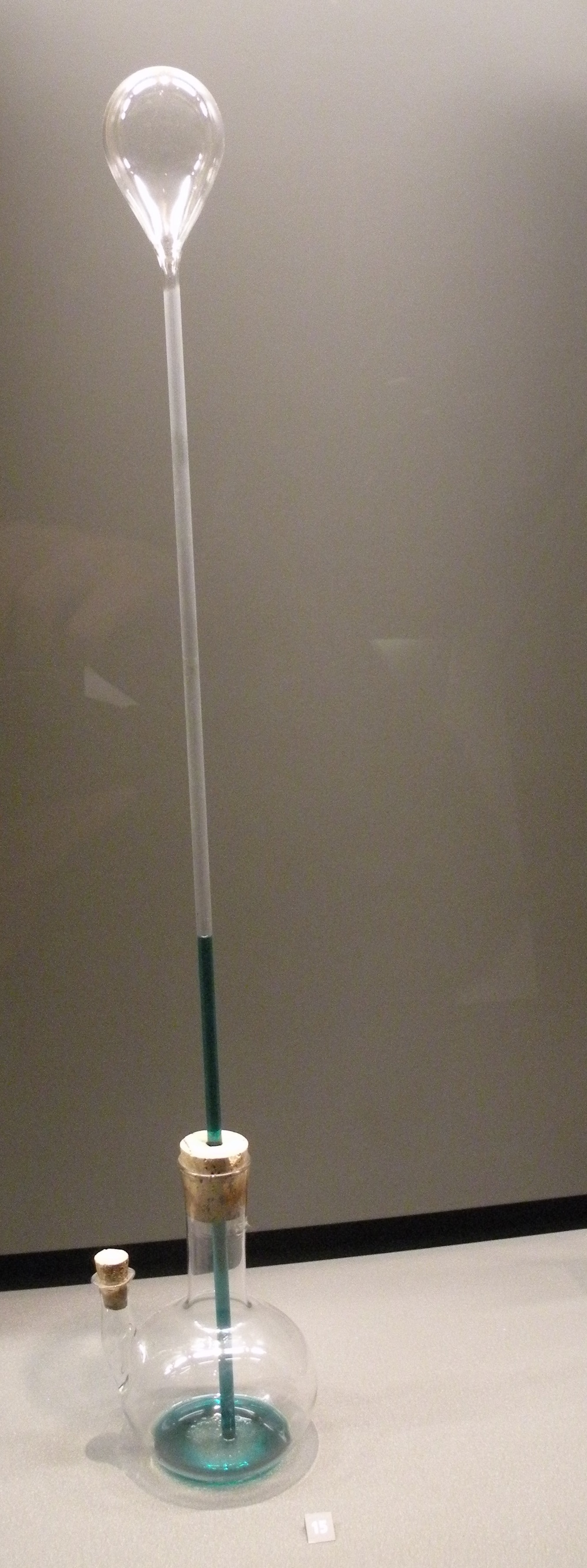
Mogelijke reconstructie van de thermoscoop van Galileo

Een thermoscoop is een van de eerste instrumenten waarmee temperatuurmetingen werden uitgevoerd. Het instrument is het prototype van een gasthermometer en bestaat uit een glazen bol die uitmondt in een lange glazen buis die in een kom met vloeistof is gestoken. Een deel van de vloeistof staat in de glazen buis. Anders dan bij de latere vloeistofthermometers is het niet de uitzetting van de vloeistof die een indicatie is voor de temperatuur, maar de druk van het gas in de glazen bol. Bij stijgende temperatuur zal de druk van het gas toenemen en de vloeistofkolom dalen. Door de lengte van de kolom vloeistof te meten krijgt men een maat voor de temperatuur.

## Geschiedenis
In 1593 bedacht Galileo Galilei mogelijk de thermoscoop, die ook Florentijnse thermometer wordt genoemd.
De eerste thermoscoop is uitgevonden in 1630 door Santorio Santorio, die het instrument gebruikte om de temperatuur van een mens te meten. Deze nam het bolletje dat aan het einde van de thermoscoop zat, in zijn mond of klemde het in de hand. Het duurde soms wel 25 minuten eer de temperatuur kon worden afgelezen. De reden daarvan is dat de lucht die in de bol zit slechts langzaam de temperatuur van zijn omgeving opneemt.

## Werking
Vóór de meting wordt wat lucht uit de bol gezogen. Vervolgens wordt de bol omgekeerd met het uiteinde van de buis in de vloeistof gestoken. De onderdruk zuigt de vloeistof omhoog de buis in.
Als de lucht in de glazen bol wordt verwarmd, zal het niveau van de vloeistofkolom in de buis dalen, omdat de hogere luchtdruk de vloeistof terugduwt. Het omgekeerde gebeurt bij afkoelen. Met een op de buis aangebrachte schaalverdeling kan de thermoscoop worden afgelezen. De eerste thermoscopen waren onnauwkeurig en er ontbrak een echte ijking.